# Gastão, Duque d'Orleães
Gastão João Batista de França, Duque de Orleães (em francês:  Gaston Jean Baptiste de France, Palácio de Fontainebleau, 24 de abril de 1608 — Castelo de Blois, 2 de fevereiro de 1660), foi um príncipe de França. Ele era filho de Henrique IV e de Maria de Médici, recebeu em 1626 o título de Duque de Anjou e depois de Duque de Orleães e de Chartres, em 1630 Duque de Valois, Duque de Alençon em 1635, Conde de Blois, de Monthéry e de Limours, Barão de Amboise, Senhor de Montargi
Tratado por Monsieur  (1661-1643), depois Sua Alteza Real e Monseigneur le duc d'Orléans.

## Início de vida

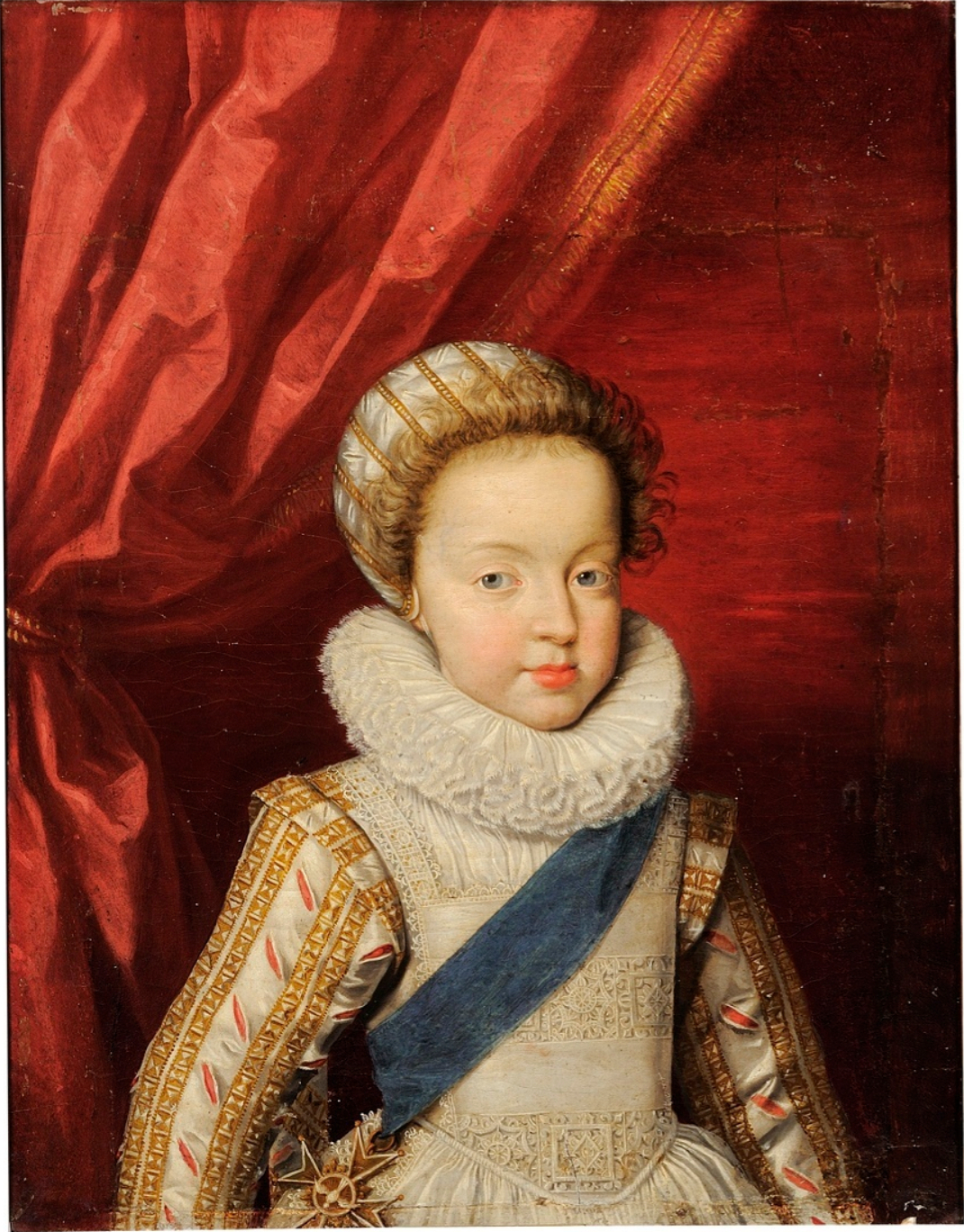
Gastão de Orleães
Frans Pourbus, o Jovem, 1611. No Palácio Pitti

Gastão João Batista nasceu no Palácio de Fontainebleau em 24 de abril de 1608 e, ao nascer, recebeu o título de Duque de Anjou. Quando criança, ele foi criado sob a supervisão da governanta real Françoise de Montglat. Em 1626, na época de seu casamento com a jovem Maria de Bourbon, duquesa de Montpensier, ele recebeu em apanágio (com seus respectivos títulos) os ducados de Orleães e Chartres e o condado de Blois. Ele tinha o comando nominal do exército que sitiou La Rochelle em 1628, já tendo entrado em um curso de intrigas políticas que ocuparia o resto de sua vida. Ele foi o herdeiro aparente da França desde a morte de seu irmão Nicolau Henrique em 1611 até o nascimento do primeiro filho de seu irmão mais velho em 1638.
Em duas ocasiões, ele teve que deixar a França por conspirar contra o governo de seu irmão e seu primeiro-ministro, o Cardeal de Richelieu. Depois de travar uma guerra malsucedida em Languedoc, levando à Batalha de Castelnaudary em 1632, refugiou-se em Flandres. Reconciliado com seu irmão Luís XIII, conspirou contra Richelieu em 1635, fugiu do país novamente e depois se submeteu ao rei e ao cardeal.
Logo depois, o mesmo processo se repetiu. Gastão conspirou com o marquês de Cinq-Mars para tentar o assassinato de Richelieu e depois abandonou seu infeliz cúmplice. Em 1643, com a morte de Luís XIII, Gastão tornou-se tenente-general do Reino e lutou contra a Espanha nas fronteiras do norte da França. Ele foi criado duque d'Alençon em 1646. Durante as guerras da Fronda (1648-1653), ele não demonstrou lealdade particular à coroa e passou com grande facilidade de um lado para o outro.

## Casamentos

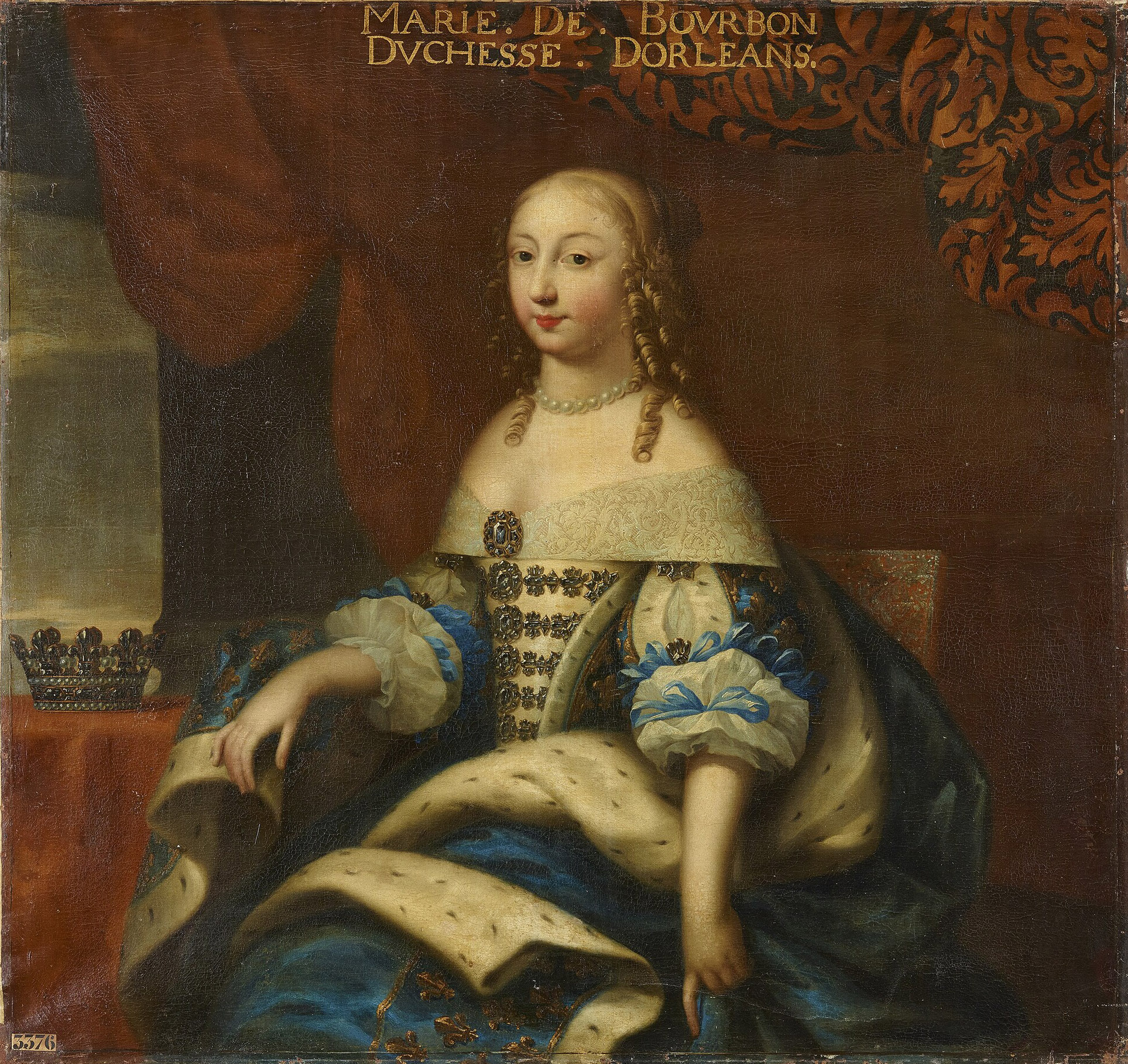
Maria de Bourbon, duquesa de Montpensier, primeira esposa de Gastão

Gastão se casou em Nantes em 6 de agosto de 1626 com Maria de Bourbon, Duquesa de Montpensier, nascida no castelo de Gaillon em 15 de outubro de 1605 e morta no Louvre em 4 de junho de 1627 chamada Mademoiselle de Montpensier, desde 1608, Duquesa de Montpensier; era Duquesa de Beaupréau, Duquesa de Châtellerault, Princesa de Dombes, Princesa de La Roche-sur-Yon, Delfina de Auvergne, Marquesa de Mézières, condessa de Saint-Fargeau, Baronesa de Beaujolais, filha única e herdeira de Henrique de Bourbon (1573-1608), Duque de Montpensier desde 1592, e de Henriette-Catherine de Joyeuse. Teve dela uma filha, abaixo.
Seu segundo casamento em Nancy em 31 de janeiro de 1632 seria anulado em 1634, mas os noivos casariam outra vez em 1643. A noiva era a princesa Margarida de Lorena ou Marguerite de Lorena-Vaudemont, nascida em 22 de julho de 1615 e morta em 3 de abril de 1672 em Paris, estando sepultada na abadia de St. Denis. Chamada Madame, era filha de Cristina de Salm e de Francisco II (1571-1632), Duque da Lorena e de Bar desde 1624; irmã de Carlos III, Duque da Lorena. Tiveram cinco filhos, sendo o Tronco da II Casa de Orleães.

### Complicações do segundo casamento

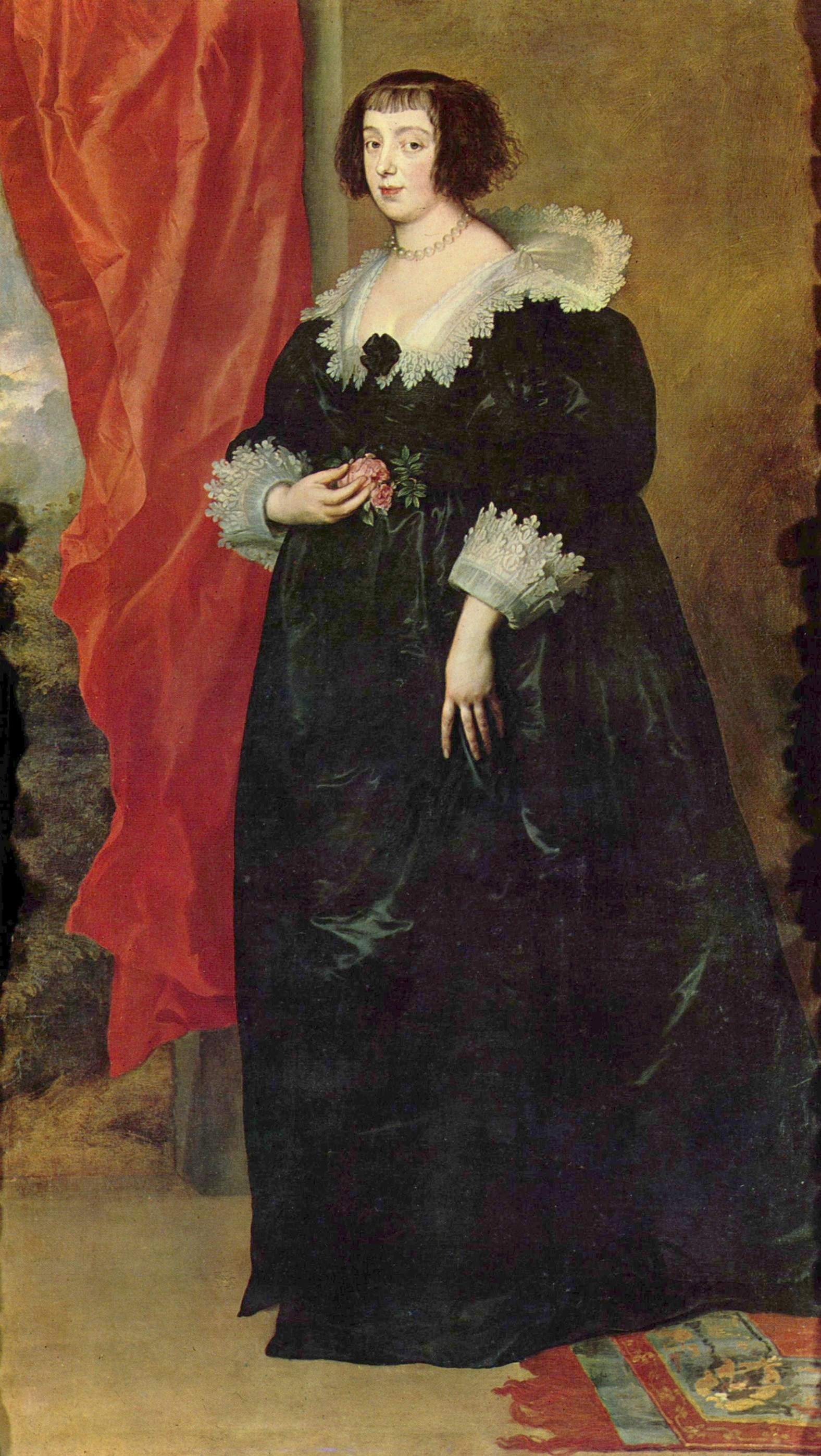
Margarida de Lorena, segunda esposa de Gastão

No Antigo Regime, na França, o consentimento real para casamentos na família real era absolutamente necessário, assim como na Grã-Bretanha pelo Royal Marriages Act de 1772. Há artigos escritos sobre este segundo casamento de Gastão (Pierre Blet: Le Clergé de France, la Monarchie, Etude sur les Assemblées Générales du Clergé de 1615 à 1666. Rome, 1959: Université Grégorienne. pp. 399-439. E Degert, "Le mariage de Gaston d'Orléans, de Marguerite de Lorraine," Revue Historique 143:161-80, 144:1-57.
Gastão, como único irmão do rei Luís XIII, ainda sem filhos, era o herdeiro do trono. Passou muito de sua vida em conspirações contra o irmão e particularmente contra seu primeiro-ministro, Richelieu. Refugiou-se certa vez, tendo malogrado uma conspiração, na Lorena e apaixonou-se por Margarida. Voltando à França, foi proibido de casar com ela, por pertencer a uma família há muito inimiga da França. Gastão fugiu outra vez para a Lorena e se casaram na capela de um convento em Nancy, cerimônia realizada por um monge delegado pelo Bispo de Toul diante de poucos membros da família da noiva. O segredo ficou bem guardado, até que um dos comparsas de Gastão, o Duque de Montmorency, contou tudo antes de ser executado em novembro de 1632. O Rei decidiu então invalidar o casamento. O embaixador da França em Roma pediu a convocação de um painel judicial de quatro bispos franceses para julgar o assunto. O Papa foi avisado de que, se recusasse, a corte francesa encontraria outros meios. E foi avisado ainda de que o assunto não deveria ser decidido em Roma, onde a influência espanhola era imensa e muito hostil à França. O pedido do embaixador foi em 3 de fevereiro de 1634 negado. O Papa afirmava que apenas o bispo da diocese poderia julgar o assunto. Começou-se um processo em tribunal civil. Em 4 de janeiro de 1634 a pedido do Rei o Parlamento de Paris deu início a um inquérito sobre o «rapto» ou casamento forçado do senhor de Orléans. Como herdeiro do trono, era considerado menor sob a guarda e tutela do rei, e tendo o casamento sido realizado sem o consentimento deste, era tecnicamente um casamento forçado, e consequentemente inválido.
O Parlamento concluiu em 5 de setembro de 1634 que «le prétendu mariage de Monsieur le duc d'Orléans, frère unique du Roi, avec la princesse Marguerite de Lorraine a été non valablement contracté, pour l'attentat, rapt commis par ledit Charles, duc de Lorraine, (...) ledit Charles, duc, vassal lige de la Couronne, être déclaré criminel de lèse-majesté.» Ou seja, o pretendido casamento não era válido sendo ainda Carlos, Duque de Lorena, criminoso de lesa-majestade pelo rapto cometido contra a pessoa do irmão único do rei.

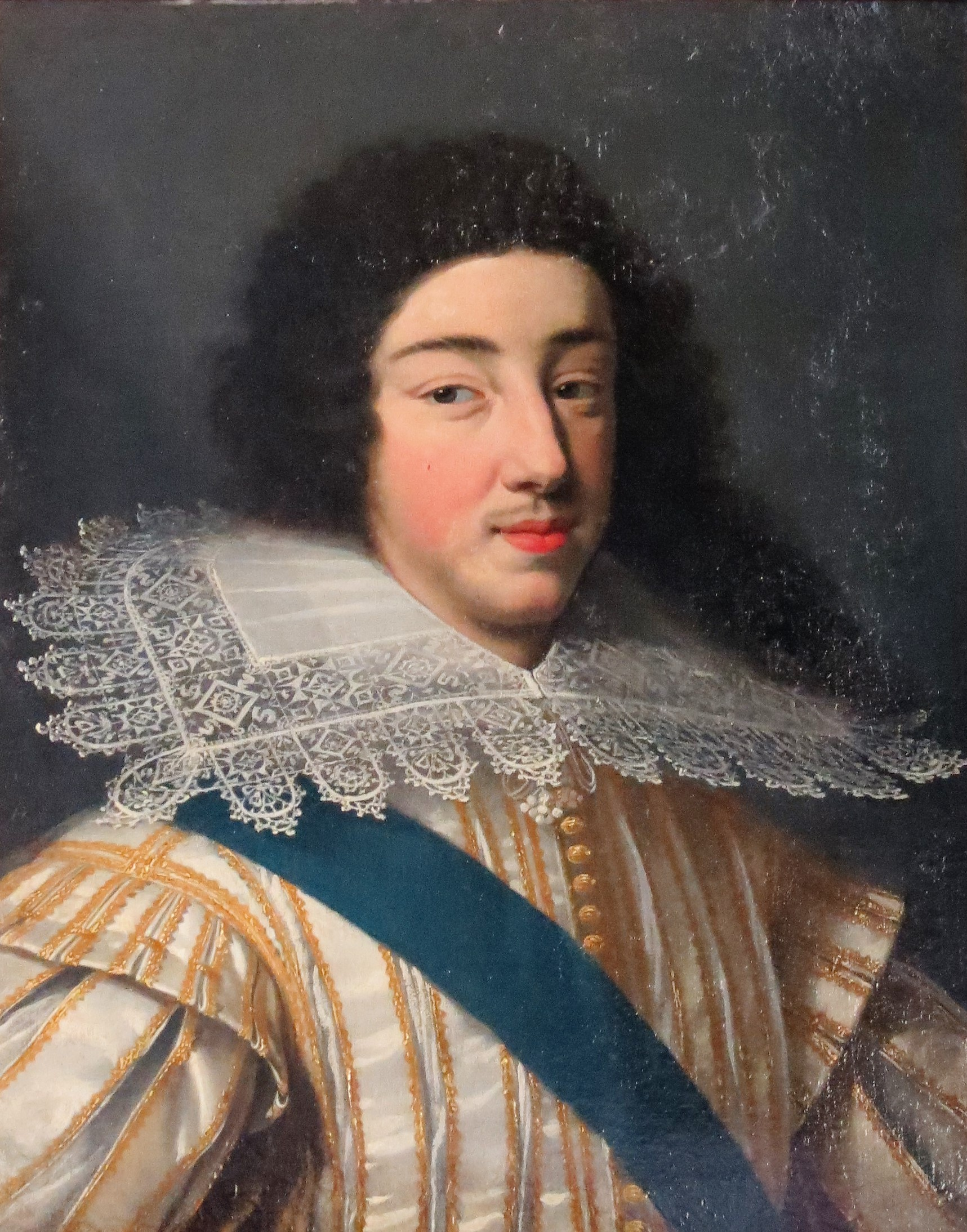
Gastão

O Papa protestou contra o que encarou como invasão de jurisdição eclesiástica (embora os casos de casamento forçado fossem tradicionalmente julgados no âmbito civil), enviou breves a Richelieu e ao Rei em que pedia a anulação da decisão (arrêt) do Parlamento de Paris, sem porém decidir sobre a questão da validade do casamento. Gastão e Margarida confirmaram seus votos em Bruxelas diante do Arcebispo de Malines e obteve o apoio dos teólogos da Universidade de Louvain.
Em 1635, a Assembléia Geral do clero de França devia se reunir. Tais assembléias, iniciadas em 1579, se reuniam a cada dez anos. Os clérigos de cada província eclesiástica elegiam quatro deputados os quais se reuniam em Paris e discutiam os assuntos da Igreja da França, e negociavam apoio financeiro ao rei. A Assembléia teve início em 25 de maio e em 16 de junho recebeu os emissários do rei que lhes pediam considerar a pergunta, que era a mesma: «Si les mariages des Princes du sang qui peuvent prétendre à la Couronne, particulièrement de ceux qui en sont les plus proches, présomptifs héritiers, peuvent être valables, légitimes, s'ils sont faits non seulement sans le consentement de celui qui possède la Couronne, mais en outre contre sa volonté, sa défense.» Se os casamentos de Príncipes do Sangue, supostos herdeiros da Coroa, podem ser válidos e legítimos caso feitos sem o consentimento de quem detém a Coroa e além do mais, sem sua vontade e com sua proibição.
A assembléia nomeou uma comissão de cinco bispos, chefiada por Pierre Fenouillet, Bispo, que ouviu opiniões de teólogos da Sorbonne e reuniu cerca de 60 opiniões que concluíram que o casamento era inválido (pois aqueles cuja opinião era favorável ao casamento nem foram consultados). Haviam dito o que pensavam especialistas em Ética, Direito, Priores e Superiores de diversas ordens. O relatório foi lido por Fenouillet em 6 de julho. Usavam até argumentos de decretos dos papas Alexandre III e Inocêncio III («qui legitimus est ad matrimonium contrahendum per consuetudinem fit illegitimus», costumes, dando numerosos casos na própria França como os de Judite, filha de Carlos, o Calvo obrigada a se casar com Balduíno I da Flandres (casamento anulado, mas como desejavam permanecer juntos, realizou-se um segundo casamento com consentimento do rei); por Luís, o Gago, filho do mesmo Carlos, que casou com Ansgarda sem consentimento do pai e teve o casamento anulado; e Ana da Bretanha, que casara com o imperador Maximiliano I e o rei Carlos VIII fez declarar o casamento inválido.
A resposta foi:
«Nous, Archevêques, Évêques, autres Ecclésiastiques députés de toutes les provinces de ce Royaume représentant le corps du Clergé de France, après avoir soigneusement examiné la question qui nous a été proposée de la part de Sa Majesté, vu les décisions, constitutions ecclésiastiques sur le pouvoir des coutumes des lieux en ce qui concerne la validité des mariages, avec le commun sentiment de ceux qui ont écrit de cette matière.
Considéré aussi la coutume, pratique, usage de la France en ce qui est du mariage des princes su sang, particulièrement des plus proches, qui sont présomptifs héritiers de la Couronne, attendu aussi le consentement, approbation de l'Église touchant cette coutume, pratique, usage de la France, après avoir ouï le rapport des commissaires dire de part, d'autres sur ce sujet, avoir su d'eux qu'ils en avaient conféré avec un grand nombre de savants théologiens, tant séculiers que réguliers, desquels ils nous ont rapporté les avis signés de leurs mains, disons le véritable sentiment de nos consciences d'un consentement unanime:
Que les coutumes des États peuvent faire que les mariages soient nuls, non valablement contractés quand elles sont raisonnables, anciennes, affermies par une prescription légitime, autorisées de l'Église, Que la coutume de France ne permet pas que les princes du sang, particulièrement les plus proches, qui sont présomptifs héritiers de la Couronne se marient sans le consentement du Roi, beaucoup moins contre sa volonté, sa défense,
Que tels mariages ainsi faits sont illégitimes, invalides, nuls par le défaut d'une condition sans laquelle lesdits princes ne sont pas capables de légitimement, valablement contracter, que cette coutume de la France est raisonnable, ancienne, affermie par une légitime prescription, autorisée de l'Église.
Délibéré en ladite Assemblée tenue à Paris le samedi matin septième de juillet de l'an 1635.
Gastão não podia mais resistir. Em 16 de agosto, assinou uma declaração, longo tempo mantida secreta, pela qual declarava que não mais consideraria como esposa a princesa Margarida de Lorena:
"Ayant vu l'avis donné au Roi notre très honoré Seigneur frère par nos très chers, bien aimés les prélats assemblés en cette ville de Paris représentant le Clergé de France, sur le sujet des mariages des princes du sang (…) ayant vu en outre les réponses d'un grand nombre de docteurs, religieux (…) qui sont tous du même avis, de plus considéré que ledit avis est fondé sur la coutume du Royaume, nous avons cru suivant icelle coutume être obligé en conscience d'y acquiescer, reconnaître nul le mariage fait entre nous et la princesse Marguerite de Lorraine, déclarer, comme nous faisons, que nous ne tiendrons jamais à l'avenir dite Dame pour notre épouse.»
Mas não abandonou a luta. Fenouillet foi mandado a Roma explicar ao Papa. Em audiência em 21 de janeiro de 1636, notou tratar-se de uma opinião, alegando que o costume alegado era «uma extensão da lei sálica baseado na necessidade comum», isto é, de excluir do trono estrangeiros. E que o clero tinha respondido de acordo com sua consciência. O Papa aceitou a explicação como gesto de submissão, pois sua preocupação era que a Assembléia passasse decretos ou legislação, e pior ainda, que fosse convocado um Concílio nacional. E preocupado ainda com um segundo casamento de Gastão, o que forçaria o Vaticano a se explicar ou opinar.
Richelieu disse ao núncio papal que, depois da opinião da Assembléia, Gastão poderia se casar de novo mas não havia planos para isso. No fim das contas, o Papa em público jamais tomou partido. O episódio teve impacto na jurisprudência francesa resumido por Pothier em seu Traité du Mariage, Parte IV, Capítulo I, artigo II (Oeuvres, 1834, vol. 5, pp. 184-5).
O Parlamento de Paris anulou o casamento em decisão datada de 5 de setembro de 1634; a Assembléia Geral do clero seguiu com decisão semelhante em 10 de julho de 1635. Os dois irmãos se reconciliaram antes da morte do rei: o assentimento real ao casamento foi dado em 5 de maio de 1643 e a cerimônia foi realizada pelo Arcebispo de Paris no castelo de Meudon em 25 de maio. O contrato de casamento foi assinado em 10 de dezembro de 1643. Os filhos do casamento nasceram todos depois do segundo casamento de modo que foram sempre considerados legítimos e de categoria real.

## Apreciação

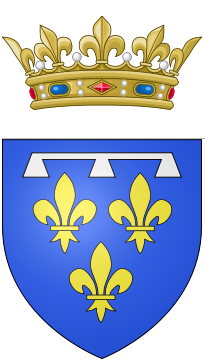
Brasão de armas de Gastão, Duque d'Orleães

Espírito medíocre, de caráter fraco e versátil, de pusilanimidade constante, Gastão passou a vida conspirando, abandonando sempre, no momento do fracasso, os que se tinham comprometido ou arriscado por ele a vida.
Esteve em todos os complôs contra Richelieu, depois contra sua cunhada Ana da Áustria e contra Mazarino. Envolveu-se na conspiração de Chalais, nas rebeliões da Casa de Lorena, na revolta do Duque de Montmorency (1632), no complô do Conde de Soissons, no complô de Henri Coiffier de Ruzé, Marquês de Cinq-Mars (1620-1642); em todas as intrigas de Maria de Médicis exilada. A cada vez, culpava os cúmplices e obtinha perdão. Nomeado tenente geral do reino por morte do irmão, em 1643, atirou-se nas intrigas da Fronda e foi exilado em Blois em 1652, e ali morreu.

### Descendência
De seu primeiro casamento com Maria de Bourbon, tiveram uma única filha:
1. Ana Maria Luísa de Orleães (29 de maio de 1627 — 5 de abril de 1693), chamada la Grande Mademoiselle, depois La Grande Madame e possuiu vários títulos desde seu nascimento após a morte de sua mãe. Casou-se secretamente com Antoine Nompar de Caumont, Duque de Lauzun (na qual a abandonou em seguida, para seguir com sua carreira de cortesão ambicioso e sedutor consumado), sem descendência.

De seu segundo casamento com Margarida de Lorena, tiveram cinco filhos:
1. Margarida Luísa de Orleães (28 de julho de 1645 — 17 de setembro de 1701), chamada Mademoiselle d’Orleães. Casou-se em 1661 (divorciaram-se em 1675) com Cosme III de Médici, Grão-Duque da Toscana, com descendência;
2. Isabel Margarida de Orleães (26 de dezembro de 1646 — 17 de março de 1696), chamada Mademoiselle d’Alençon. Abadessa de Remiremont de 1648 a 1657. Em 1667, casou-se com Luís José de Lorena, Duque de Guise, sem descendência sobrevivente;
3. Francisca Madalena de Orleães (13 de outubro de 1648 — 14 de janeiro de 1664), chamada Mademoiselle de Valois. Casou-se em Annecy em 1663 com Carlos Emanuel II de Saboia, sem descendência;
4. João Gastão de Orleães (17 de agosto de 1650 — 10 de agosto de 1652), morreu na infância;
5. Maria Ana de Orleães (9 de novembro de 1652 — 17 de agosto de 1656), chamada Mademoiselle de Chartres. Morreu na infância.

Gastão teve uma filha ilegítima com Marie Porcher:
1. Maria de Orleães (1 de janeiro de 1631 — ?)

Ele também teve um filho ilegítimo de Louise-Roger de La Marbelière:
1. Luís de Orleães (13 de janeiro de 1640 — 1692), mais tarde general a serviço da Espanha.